# I'm In Here
“I'm In Here” —en español: «Estoy aquí»— es una canción de la cantante australiana Sia. Fue lanzado como el tercer sencillo de su quinto álbum de estudio We Are Born, el 18 de septiembre de 2010. La canción fue compuesta por Sia Furler y Samuel Dixon, y producida por Greg Kurstin.

## Video musical
El video es sobre Sia a bordo de un avión que no está siendo piloteado por nadie. De pronto el avión sube  y alcanza las nubes y las ventanas del avión comienzan a congelarse, mientras tanto por el pasillo del avión se acerca un humo blanco; tiempo después el humo desaparece y Sia sigue en el avión.

## Lista de canciones
Descarga digital
1. "I'm In Here" – 3:41
2. "I'm In Here" (Piano Vocal Version) - 3:46